# Vertikale (Wein)
Eine Vertikale ist eine besondere Form der Weinprobe. In einer solchen Probe werden ausschließlich oder ganz überwiegend Weine nur eines einzigen Weingutes probiert, jedoch in der Zeitachse „vertikal“ nach unten. 
Der Zweck einer Vertikalen ist hauptsächlich, für ein einzelnes Weingut (oder für das Anbaugebiet, repräsentiert durch ein einziges Weingut) herauszufinden, welche Jahrgänge gut gelungen und welche weniger empfehlenswert sind.
Die Reihenfolge der Jahrgänge bei einer solchen Probe ist nicht unbedingt chronologisch vorzugeben. Zueinander passende Jahrgänge vermutet ähnlicher Weine können in die Verprobungsrunden, die sogenannten Flights, gestellt werden. 
Jeder Wein kann einzeln, nacheinander, probiert werden. Jedoch ist es aufschlussreicher, mindestens aus zwei nebeneinander befüllten Gläsern die Unterschiede der Weine im Vergleich sensorisch zu erfassen und hierzu Weine zu kombinieren, die als ungefähr „gleichwertig“ vorweg eingeschätzt wurden – was es dann sensorisch konkret zu überprüfen gilt. Drei oder vier Gläser nebeneinander setzen allerdings entsprechend viele verfügbare Gläser beim Ausrichter dieser Probe voraus sowie eine gewisse Erfahrung der Probenteilnehmer. 
Das Pendant zu einer „Vertikale“ ist die  Horizontale:  eine Weinprobe, in der die Weine eines Anbaugebietes und eines Jahres, jedoch unterschiedlicher Weingüter miteinander verglichen werden.

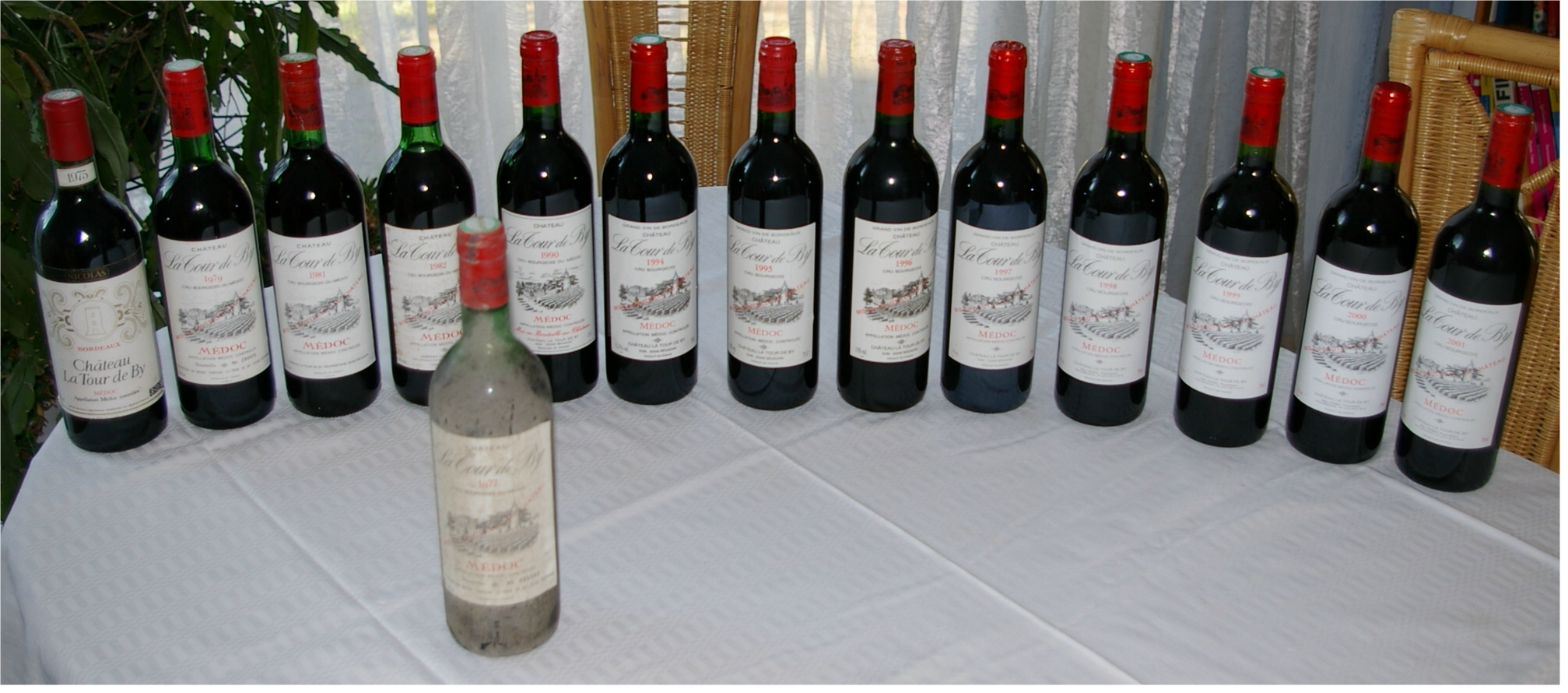
Aufbau der Weinflaschen eines Weinguts aus Bordeaux, des Château La Tour de By aus Begadan im Médoc zur Vertikalen-Verkostung, v. l. n. r.: 1975, 1979, 1981, 1982, 1990, 1994, 1995, 1995 CdP, 1996, 1997, 1998, 1999, 2000, 2001, original staubige Flasche von 1977